# YouTube
YouTube（ユーチューブ）は、アメリカ合衆国カリフォルニア州サンブルーノに本社を置くオンライン動画共有プラットフォーム。
アクティブユーザー数は、2022年1月時点では25億6,200万人（うち定額制サービス契約者数は1億人以上）であり、ソーシャルメディアとしては世界第2位。2005年2月にPayPalの元従業員であるチャド・ハーリー、スティーブ・チェン、ジョード・カリムの3人によって設立された。その後、2006年11月に16.5億米ドルでGoogleに買収され、現在は同社の子会社の1つとして運営されている。アレクサ・インターネットランキングによると、Google 検索に次いで2番目にアクセス数の多いウェブサイトである

## 概要
YouTubeでは、ユーザーが動画をアップロード、閲覧、その作品の評価、共有、プレイリストへの追加、レポート、コメント、他のユーザーのチャンネル登録（簡単に更新をチェックできる機能）などを行うことができる。利用可能なコンテンツには、ビデオクリップ、テレビ番組のクリップ、ミュージック・ビデオ、短編映画やドキュメンタリー映画、音声録音、映画予告編、ライブストリーム、ビデオブログ、短編オリジナルビデオ、教育用ビデオなどがある。
ほとんどのコンテンツは個人によって制作され、アップロードされるが、CBS、英国放送協会（BBC）、Vevo、Huluなどのメディア企業は、YouTubeとのパートナーシッププログラムの一環として、YouTubeを介してコンテンツの一部を提供している。
登録していないユーザーも動画を視聴することはできるが、動画をアップロードすることはできない。年齢制限付きの動画は、18歳以上であることを確認した登録ユーザーのみが視聴できる。
2019年5月現在、YouTubeには毎分500時間以上のコンテンツがアップロードされており、毎日10億時間以上のコンテンツがYouTubeで視聴されている。2024年時点で動画総数は148億を超える。YouTubeと選ばれたクリエイターは、サイトのコンテンツや視聴者に応じて広告のターゲットを絞るプログラムであるGoogle AdSenseから広告収入を得ている。動画の大部分は無料で視聴できるが、サブスクリプションベースのプレミアムチャンネル、映画のレンタル、YouTube Music、YouTube Premiumなどの例外もあり、それぞれがプレミアム音楽と広告なしの音楽ストリーミングを提供するサブスクリプションサービスであり、著名人から依頼された独占コンテンツを含むすべてのコンテンツに広告なしでアクセスできる。四半期ごとに報告された広告収入に基づいて、YouTubeの年間収入は150億米ドルと推定されている。
Youは「あなた」、Tubeは「ブラウン管（テレビ）」という意味である。

## 歴史

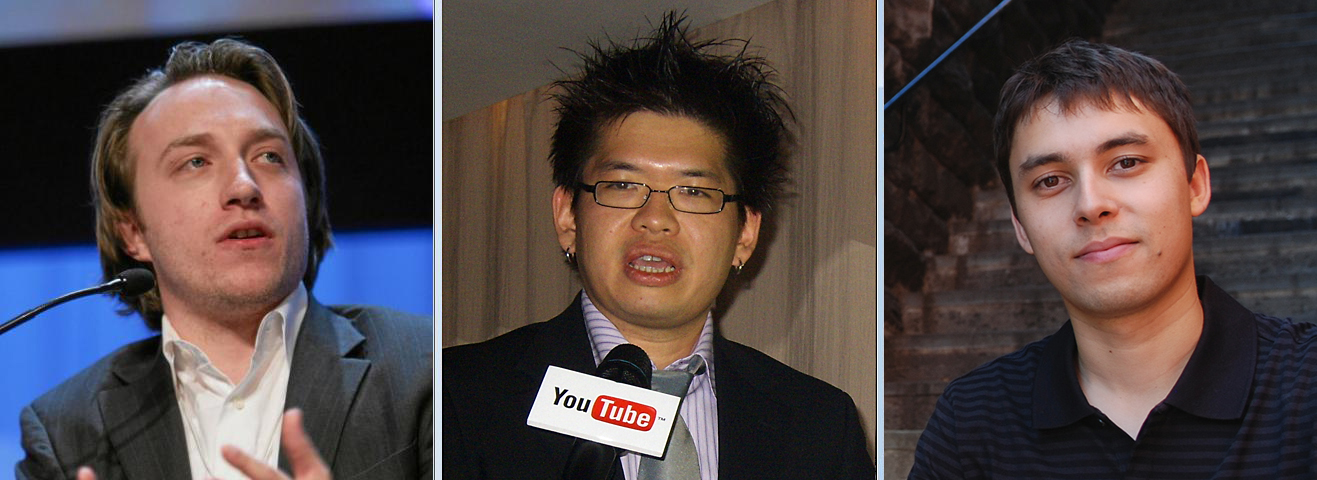
YouTubeの創業者たち。左からチャド・ハーリー、スティーブ・チェン、ジョード・カリム。

2005年2月15日、PayPalの従業員であったチャド・ハーリー、スティーブ・チェン、ジョード・カリムらがカリフォルニア州サンマテオで設立した。ハーリーはペンシルベニア州立インディアナ大学でデザインを、チェンとカリムはともにイリノイ大学アーバナ・シャンペーン校で計算機科学を学んだ。
メディア上でよく取り上げられる一説によれば、ハーリーとチェンが2005年の初めにYouTubeのアイディアをひらめいたのは、サンフランシスコのチェンのアパートで開かれたディナーパーティの動画を共有するのに苦労したことがきっかけだったとされている。カリムはこのパーティに出席しておらず、そのようなパーティが開かれたこと自体を否定している。チェンは、パーティは実際に開かれたとした上で、「YouTubeはディナーパーティをきっかけにされた」という物語は、わかりやすい物語を必要とするマーケティング上の都合によってかなり脚色されていることを認めた。
カリムによると、YouTubeの発想のきっかけとなったのは、2004年にジャネット・ジャクソンが起こした第38回スーパーボウルでのハプニング（パフォーマンス中にジャクソンの胸が露出した）と、同じく2004年に発生したスマトラ島沖地震だった。カリムはインターネット上でそれらの事件の動画を探したが、どちらの出来事の動画も簡単には見つけることができず、その体験が動画共有サイトのアイディアを生んだという。

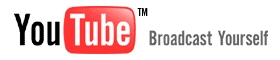
サービス開始から2011年まで使用されたYouTubeのロゴ。Broadcast Yourself とのスローガンが含まれていた。

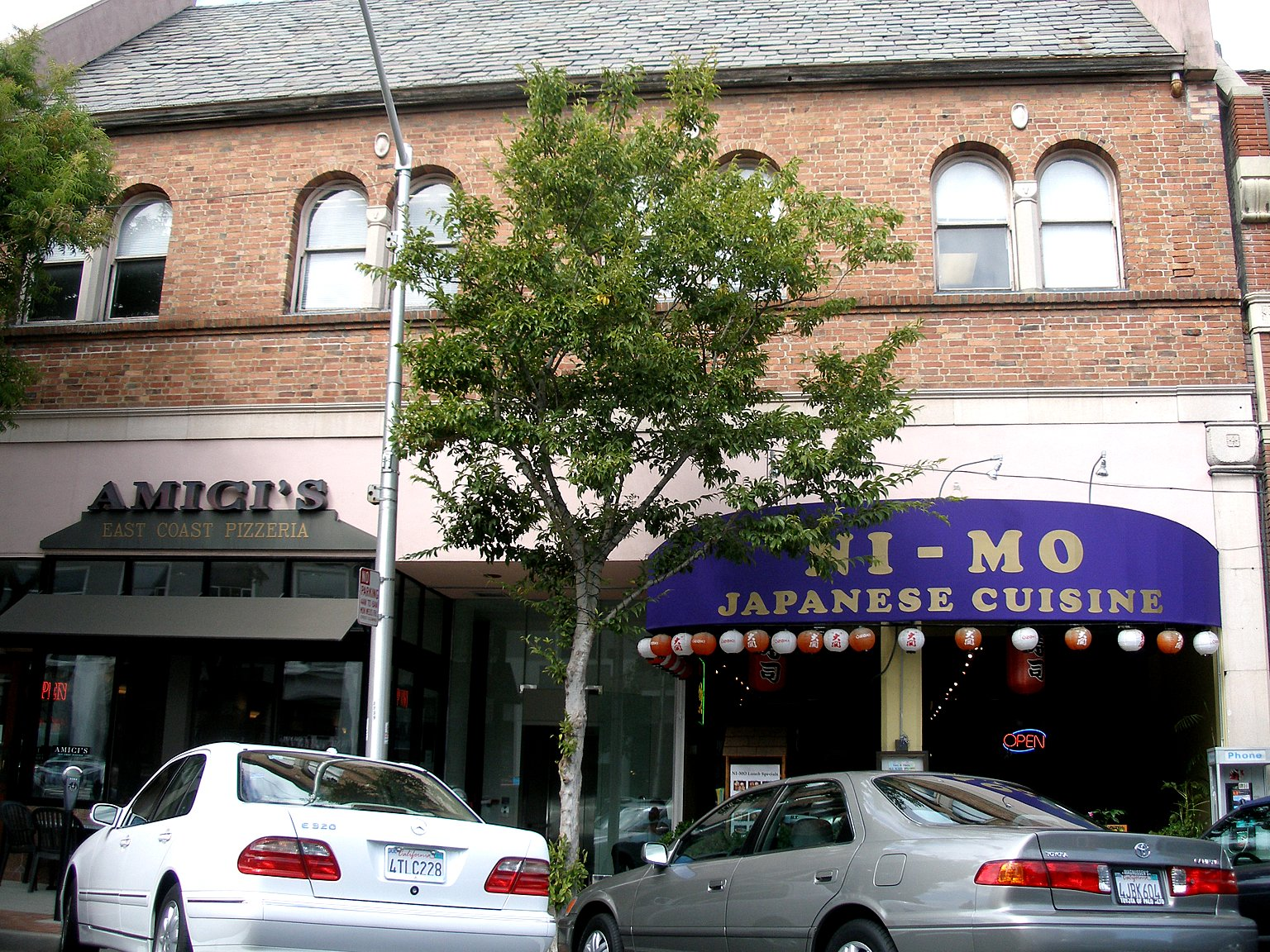
開業当初本社が置かれたカリフォルニア州サンマテオのビル

YouTubeはベンチャーキャピタルが出資するスタートアップ企業として開業した。主な出資者はセコイア・キャピタルであり、2005年11月から2006年4月までの間に1150万米ドルをYouTubeに投資した。当初、YouTubeの本社はカリフォルニア州サンマテオのピザ販売店・日本食レストランの2階に置かれていた。www.youtube.comのドメインは2005年2月14日に有効化された。ハーリーとチェンによれば、最初期のYouTubeは動画版のHot or Not（ユーザーが異性の画像をアップロードできる出会い系サイト）を目指しており、その方向性を示したのはカリムだった。
YouTubeに初めて投稿された動画は、ジョード・カリムがサンディエゴ動物園の象の前にいる様子を映した 『ミー・アット・ザ・ズー』（2005年4月23日投稿）だった。2005年5月、YouTubeのベータ版が一般に公開された。YouTubeで初めて再生回数が100万に達した動画は、ロナウジーニョが出演したナイキの広告動画（2005年11月に達成）だった。2005年10月、カリフォルニア州で事業を行うデラウェア州法人としてYOUTUBE, INC.を設立。
2005年11月にセコイア・キャピタルから350万米ドルの出資を受け、YouTubeは2005年12月15日から正式なサービスを開始した。正式サービスの開始当時、1日の動画再生回数は約800万回だった。YouTubeは急速に成長し、2006年7月の発表では、1日に6万5000本以上の新たな動画がアップロードされており、1日の動画再生回数は約1億回であるとされた。
アメリカでは、2005年12月頃にNBCの人気テレビ番組『サタデー・ナイト・ライブ』がアップロードされていたことからブログなどで話題になり、2006年上旬にはYouTubeの映像をブログなどに貼り付け簡単に見られるAPIも公開され爆発的に普及した。日本では2006年3月に民間調査会社のネットレイティングスの調査で日本国内からの利用者が約212万人に達し、平均利用時間では米国ユーザーを上回っていることが発表された。
2006年4月にアメリカの映画制作会社のワインスタイン・カンパニー、ディメンション・フィルムズと提携し、映画の予告編がYouTubeで配信された。これを初めとして様々な企業や団体がYouTubeにチャンネルを持ち、コンテンツを公開するようになった。2006年10月、YouTubeは本社をカリフォルニア州サンブルーノに移転した。
www.youtube.comというドメイン名を選択したことで、類似するドメイン名www.utube.comの保有者との間でトラブルが生じた。 2006年11月、YouTubeへのアクセスを試みた訪問者によって自社サイトが常に過負荷になっているとして、www.utube.comを保有するUniversal Tube & Rollform Equipment社はYouTubeを提訴した。その後、Universal Tube社は自社サイトのドメイン名をwww.utubeonline.comに変更した。現在、www.utube.comは、www.utubeonline.comに転送される。。
YouTubeはサーバ回線コストだけで月間100万ドルに達すると言われていたため、どう収益を上げていくかが注目されていたが、2006年10月9日に16億5000万ドルの株式交換でGoogleの買収に同意した。GoogleによるYouTubeの買収は2006年11月13日に完了した。2006年11月、カリフォルニア州で事業を行うデラウェア州法人としてYOUTUBE, LLCを設立。「アップロードされた動画に対し厳しい規制が取られてしまうのでは」と一般ユーザーから危惧が持たれていたが、ハーリーは「YouTubeはGoogleに買収されたが、今後もYouTubeとしたブランドで独立したサービスを提供し続ける」と述べた。またGoogle側も類似サービスであるGoogle ビデオのサービスを継続。検索窓を通じてYouTube内の動画を検索するサービスを開始した。
その後、タイム誌の「Invention of the Year for 2006」に選出された。2007年3月、民間調査会社のネットレイティングスから日本国内家庭からの利用者が1000万人を超えたことが発表された。同年5月、第11回ウェビー賞を受賞。2007年にYouTubeが消費した通信容量は、2000年当時のインターネット全体の通信量に相当すると推定された。
2007年5月、YouTubeは、一部動画投稿者限定で広告収入分配するパートナープログラムを開始した。
2007年6月19日、インターフェース等が日本語を含む10か国語に対応した。その後は、次々とインターフェース等が多言語に対応した（後述）。
第三者のウェブ分析企業であるアレクサ・インターネットおよびシミラーウェブによれば、YouTubeは2016年12月時点で世界で2番目に訪問者の多いウェブサイト だった。さらにシミラーウェブは、月間150億人以上の訪問者を抱えるYouTubeは、テレビ・ビデオ分野における世界第1位のウェブサイトであるとした。2008年11月22日、YouTube本部が主催する公式イベント「YouTube Live」がサンフランシスコで開かれ、11月23日には日本の東京都で「YouTube Live Tokyo」が開かれた。

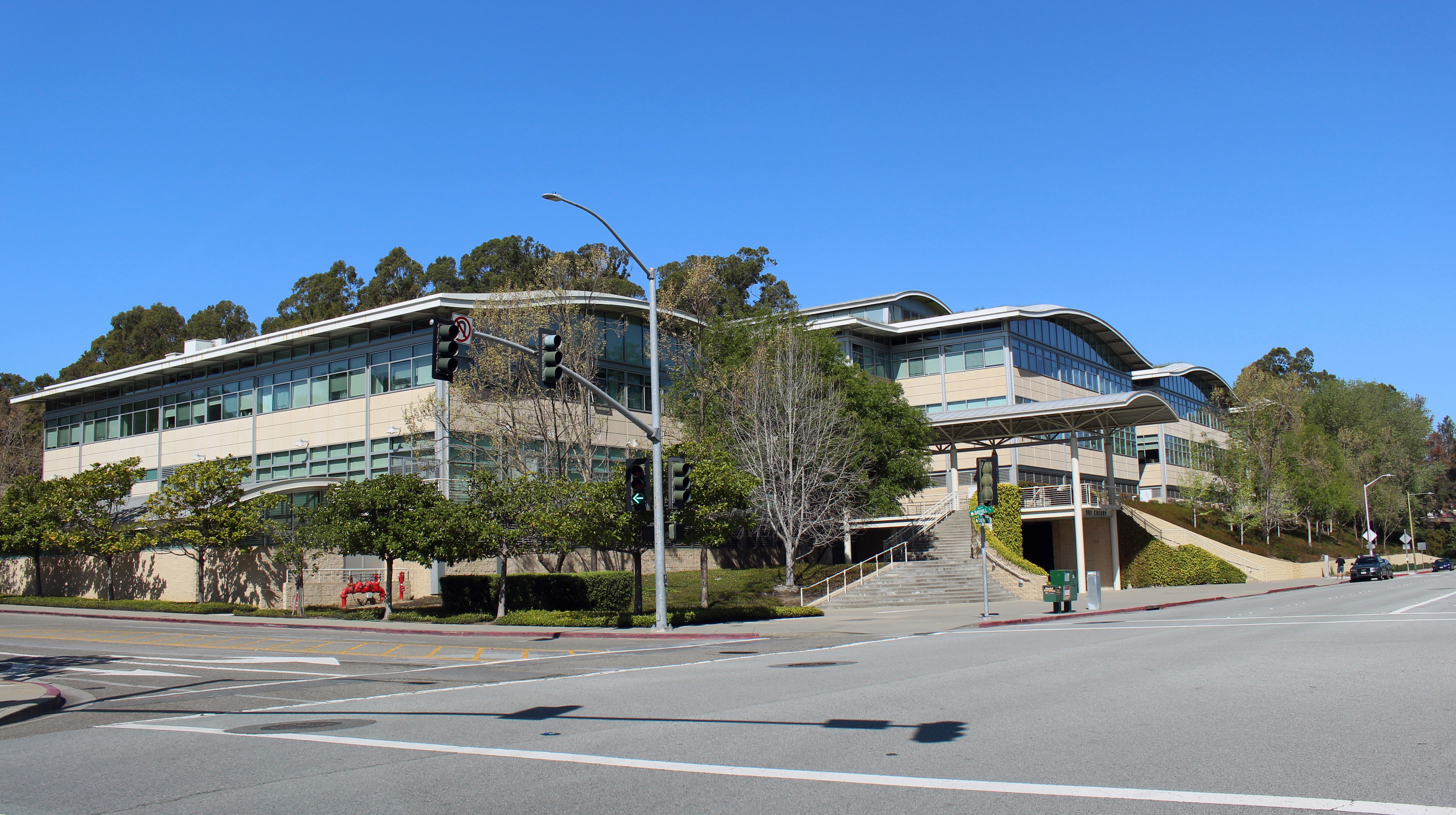
カリフォルニア州サンブルーノのYouTube本社

市場調査会社のコムスコアが発表したデータによれば、2010年5月にYouTubeの動画は140億回以上再生され、その市場占有率は約43%であり、YouTubeはアメリカにおけるオンライン動画の支配的な供給元であるとされた。
2011年5月時点では、毎分48時間分の動画がYouTubeにアップロードされていた。動画が投稿される速度は年々増加しており、
- 2012年1月時点では毎分60時間分が[49]、
- 2013年5月時点では毎分100時間分が[50][51]、
- 2014年11月時点では毎分300時間分が[52]、
- 2017年2月時点では毎分400時間分の動画が

アップロードされていた。2012年1月の時点で、YouTubeの月間ユニークユーザーは8億人だった。
2010年3月、YouTubeは特定のコンテンツ（インディアン・プレミアリーグのクリケットのゲーム60試合を含む）の無料ストリーム配信を開始した。YouTubeは、この試みがメジャースポーツのイベントの世界初の無料オンライン配信であるとした。
2010年5月、YouTube動画の1日の視聴回数は20億回以上だった。この数字は2011年5月時点では30億回、2012年1月時点では40億回に増加した。2017年2月時点で、YouTubeの1日あたりの視聴時間は10億時間に達していた。
2010年10月、チャド・ハーリーがYouTubeの最高経営責任者（CEO） を退任しYouTubeの顧問となること、CEO職がサラー・カマンガーに引き継がれることが発表された。2011年4月、YouTubeのソフトウェアエンジニアであるジェイムズ・ザーンは、視聴回数の99%が全体の30%の動画によって生み出されていることを明らかにした。

2015年から2017年にかけて使用されたYouTubeのロゴ。

2011年12月、YouTubeはウェブサイトのユーザーインターフェース（UI）を刷新した。新しいUIでは、SNSのニュースフィードに似た形で、トップページ中央の一覧に動画のチャンネルが表示されるようになった。UIと同時にロゴデザインも2006年10月以来初めて変更され、使われる赤の色合いが濃くなった。
2013年5月、YouTubeは、コンテンツ制作者がサブスクリプション方式の有料チャンネルを開設できる試験的プログラムを開始した。2013年9月14日、YouTubeが主催する公式イベント『YouTube エンタメウィーク』が開催された。プロデューサーは高須光聖。
2014年2月、 GoogleによるYouTubeの買収に貢献したスーザン・ウォジスキがYouTubeのCEOに就任した。2014年11月、YouTubeはサブスクリプション方式の有料サービス『Music Key』を発表した。『Music Key』は既存のサービスGoogle Play Musicと、YouTube上の音楽コンテンツを広告なしで再生できるサービスをバンドルしたものだった。2014年7月、YouTubeが常時SSL化（常時https）された。
2015年2月、YouTubeは子ども向けに最適化されたモバイルアプリ 『YouTube Kids』をリリースした。『YouTube Kids』では簡略化されたユーザーインターフェース、子供に適するよう精選されたコンテンツ、ペアレンタルコントロール機能が提供された。
2015年5月、YouTubeはマルチカメラアングル（マルチアングル動画）の再生を実験的に開始した（ライブ配信でのマルチカメライベント機能として実装されたが、現在はサポートを終了している）。
2015年3月、YouTubeは360度動画のアップロードと再生に対応した。2016年4月、YouTubeは360度動画のライブストリーミングに対応した。
2015年8月26日、YouTubeはコンピュータゲームの動画・ライブ動画に特化した『YouTube Gaming』のサービスを専用ウェブページとAndroid・iOSアプリで開始した。
2015年10月、広告なしでYouTube上の全てのコンテンツにアクセスできる有料サービス『YouTube Red』が発表された。（前年発表の『Music Key』の後継サービスに当たる）『YouTube Red』の会員はYouTubeタレントがプロデュースするオリジナル動画を視聴できるほか、モバイル端末でYouTubeコンテンツをバックグラウンド再生する機能も利用できる。YouTubeはさらに、音楽コンテンツの再生・検索に最適化された第3のアプリとなる 『YouTube Music』をリリースした。
2016年1月、YouTubeは2億1500万米ドルでオフィスパークを購入し、サンブルーノの本社を拡張した。本社の敷地面積は約51500平方メートルとなり、最大で2800人の従業員を収容することが可能になった。
2017年2月、新興国向け軽量版Androidアプリ「YouTube Go」をインドにてリリースした、2017年11月にナイジェリア、インドネシア、タイ、マレーシア、ベトナム、フィリピン、ケニア、南アフリカなど14か国で拡大。2018年2月にブラジル、メキシコ、トルコ、イラクを含む世界130か国で拡大し、2022年8月サービスを終了した。
2017年2月28日にYouTubeはテレビ番組のストリーミング配信サービス『YouTube TV』を発表し、同年4月5日にニューヨーク、ロサンゼルス、サンフランシスコベイエリア、シカゴ、フィラデルフィアなどのアメリカ大都市圏にて『YouTube TV』のサービスを開始した。
2017年8月29日、YouTubeはマテリアルデザインを採用した新ユーザーインターフェースを公式にリリースした。同時にYouTubeロゴも刷新され、動画再生ボタンをモチーフにしたものとなった。2017年12月、YouTubeはオリジナルビデオである『YouTube Originals』を開始した。アイドリッシュセブンのスピンオフ作品などが視聴することができる。
2017年9月、YouTubeはYouTube Gamingのチャンネルに収益ツール「スポンサーシップ」を追加した。2018年6月、YouTube Gaming以外のYouTubeチャンネルにも「スポンサーシップ（現：チャンネルメンバーシップ）」が追加された。
2018年4月3日、カリフォルニア州サンブルーノのYouTube本社のオープンカフェにて銃乱射事件が発生した。サンディエゴに住む39歳女性YouTuberによる犯行とみられ、容疑者女性は自殺した。容疑者はYouTubeと長年争っており、YouTubeがコンテンツクリエイターを抑圧しようとしていると主張、投稿した動画に対する支払いが止められたことに憤っていた。
2018年5月17日、YouTubeは『YouTube Red』のサービス名を『YouTube Premium』に変更すること、このサービスをカナダと13のヨーロッパ諸国でも展開することを発表した。さらに、近く『YouTube Music』が独立したサブスクリプション方式のサービスとして展開されることも発表された。同年11月14日、日本での両サービスが展開された。
2019年12月10日、利用規約が更新され、YouTubeのサービス提供者がYouTube LLCからGoogle LLCに変更された。
2021年7月、YouTubeは2017年1月1日より前にアップロードされた限定公開の動画を非公開にした。
2021年11月11日、YouTubeは投稿された動画への低評価の数を非公開にした。この理由についてYouTube側によれば、小規模のクリエイター、およびYouTubeチャンネルを開設したばかりのクリエイターより、不当に低評価荒らしの標的にされるという報告を受けたが、これによる荒らし行為は小規模チャンネルの方でより高い割合で発生していることが判明したという。ただし、低評価ボタンは引き続き表示され、視聴者側は低評価をつけることはできるが数は表示されなくなり、クリエイター側は引き続きクリエイターツールで低評価の数を確認可能とした。
2023年2月16日、ウォジスキがYouTubeのCEOを退任しGoogleとその親会社・Alphabetの顧問になることから、後任のCEOはYouTubeの最高製品責任者（CPO）を務めていたニール・モーハンに引継がれた。

## 歴代CEO
YouTubeは2005年の設立当初からCEOによって率いられており、2006年のGoogleによる買収後もそれを維持している。
| 代 | 氏名                 | 在任期間        |
| -- | -------------------- | --------------- |
| 1  | チャド・ハーリー     | 2005年 - 2010年 |
| 2  | サラー・カマンガー   | 2010年 - 2014年 |
| 3  | スーザン・ウォジスキ | 2014年 - 2023年 |
| 4  | ニール・モーハン     | 2023年 - 現職   |

## 機能

### 視聴
サービスは基本無料で利用でき、2024年時点では最大8K60Hzまでの画質の動画をアップロードできる。登録していなくても、多くの動画を見ることが出来る。動画の評価をしたり、コメントをしたり（評価や新着・評価順のソート、タイムスタンプの設定も可）や、再生リストの作成には、無料の会員登録が必要である。YouTube上での検索などで直接視聴できるものもあれば、チャンネルの動画一覧に表示されず特定のサイトやURL、通知からの経由のみで視聴できる限定公開も可能。Ajaxと呼ばれる技術が用いられており、YouTubeを利用するにはJavaScriptを有効にする必要がある。
かつてはAdobe Flashを用いた動画再生が行われていたが、2015年からHTML5での再生が標準になった。
再生リスト（キューに追加・追加先）により、動画をまとめたり自動再生（リピート）やシャッフル再生をすることができる。
検索においては、より目的の動画を判別するためにハッシュタグを挿入することもできる。
動画に企業案件などの有料プロモーションが含まれている場合、動画投稿者が設定を行うことで冒頭10秒間で「プロモーションを含みます」と通知される。
機能追加も活発に行われており、動画に吹き出しなどの注釈を書き込むことができる「Video Annotations」、動画に字幕が付けられる機能、動画の字幕自動翻訳機能、テレビ画面（家庭用ゲーム機含む。2025年時点ではXbox 360,PlayStation 3,PlayStation 4,Xbox One,PlayStation 5,Xbox Series X/S,Nintendo Switch。太字はサラウンド対応）で視聴するための専用サービスの「YouTube for Television」、大画面テレビで視聴するための専用ユーザーインターフェイスの「YouTube XL」、Webブラウザでテレビ感覚で見られるユーザーインターフェイスの「YouTube Leanback」が公開されていた。
1080pの映像は特にビットレート制限が強く、1080pが最大画質の動画をアップロードすると、一部媒体で拡張ビットレートを課金しない限り利用できなくなる「1080p Enhanced」の画質がコラムに追加されることがある。1440p以上が最大画質の映像をアップロードした場合は1080p Enhancedは実装されない。
2025年6月現在、Nintendo Switch 2でYouTubeを視聴することはできない。

#### Super Thanks（スーパーサンクス、拍手を送る）
2020年初頭に実装された、動画向けのギフティング機能（投げ銭）。一定金額を拍手という形で購入し、動画投稿者に贈ることができる。全てのチャンネルユーザーには実装されず、随時実装が進められる。
日本においては開始時1人当たりの上限が200円相当で固定されていたが、同年9月に500円、1000円、5000円まで送ることができるように緩和された。

### アップロード
アップロードできる動画形式は非常に広く、現在流通しているほとんどの動画形式に対応している。必ずYouTube側で再圧縮が行われるので、自前で圧縮せずにオリジナルファイルのアップロードが可能である。
音声は、YouTubeはステレオまたは5.1チャンネルでサンプルレート96 kHzまたは48 kHzを推奨している。サラウンドは5.1chのみ対応(ドルビーデジタル、ドルビーデジタルプラスなど。）
尚、プレーヤーの右下のメニューによって画質が選択できるがアップロードされた動画の画質によって選択できる画質は限られるので、どの動画でも下記の画質で表示できる訳ではない。また、広告動画はメニュー上にない為、画質を選択できない。
アスペクト比は自動的に判断され正しい比率で再生できる。
卑猥な動画など過激な描写を含む動画は視聴者からの通報などにより、メンバー登録による18歳以上の年齢認証が設定されるが、年齢認証は検証の手段が無い簡易的なものなのであまり有効ではないため、場合によっては年齢認証ではなく、ガイドライン違反として削除されることもある。尚、年齢認証の必要な動画はYouTube側の独自の判断で決められる為、テレビで放映できるようなものも、嫌がらせの通報により年齢認証が必要となってしまうことがある（特に、暴力シーンがあると判断されたアクション映画のクリップ、路上でのストリートファイト等）。
投稿した動画が著作権侵害や過激な性描写などの理由で3回削除されるとアカウントと同時に過去にアップロードした全ての動画が警告なしに削除される。
基本は長さ15分までの動画ファイルをアップロードできる。電話番号やSMSによる認証を行うと15分を超える長さの動画ファイルをアップロード、投稿できるようになる。投稿された動画の修正差し替え投稿はできず、修正したものを別個アップロードする必要がある。そのため、再アップロードせずに注釈で修正する場合は、YoutubeStudio側で部分的に後付け編集するか、字幕やカード機能を併用する必要がある。
説明文にはハッシュタグを記入ことができるが、Youtubeの検索機能などでの内部的処理で使用する、説明文には表示されないメタタグを別途記入することが可能。
2009年7月21日に初の3D動画がアップロードされ、2015年11月11日に「Google Cardboard」に対応し、すべての動画でヴァーチャル3Dが視聴できるようになった。
2015年6月7日には、アメリカの映像制作会社が8Kスーパーハイビジョンの動画アップロードに成功した。しかしながら、負荷がかかるため、対応した再生機器は少ない。ちなみに、アップロードされた8K第一弾の映像もアメリカ製のカメラで撮影した6K映像を125%アップスケーリングして8K映像にしており、撮影した元の映像は8Kではない。
2015年3月には、360度動画のアップロードと再生に対応した。

### YouTube ショート
携帯電話で最大15秒（後に180秒に拡大）の短いビデオ（ショートビデオ）を投稿できる機能。2020年9月にインドで初公開された。
投稿に際しクリエイターツールとして、複数のビデオクリップを繋ぐマルチセグメントカメラ機能やスピードコントロール、ハンズフリーで簡単に録画できるタイマー・カウントダウン撮影といった機能が用意されている。

### YouTube Stories
2017年11月に「Reels」として発表された、一定期間で動画が消滅するInstagramやSnapchatのストーリーのような機能。チャンネル登録者数が1万人を超えているチャンネルで利用でき、YouTubeのモバイルアプリでのみ投稿・閲覧可能。2023年6月26日に終了すると発表された。

### ライブストリーミング
2011年4月に開始されたYouTubeのライブストリーミング機能。通称YouTube Live。
YouTubeは、2008年11月にYouTube Liveというリアルライブイベントや、U2によるコンサート、2010年2月の米国大統領バラク・オバマとの質疑応答セッションなど、サードパーティパートナーの技術に依存したライブストリーミングの初期実験を実施した。
2010年9月にYouTubeはGoogle独自技術のライブストリーミングテストを一部コンテンツパートナーと開始し2011年4月にライブストリーミングサービスの正式開始を発表。 
2012年10月には、約800万人以上がFelix Baumgartnerの宇宙の端から飛ぶレッドブル・ストラトスをYouTubeのライブストリームで視聴した。
ライブストリーミング機能の利用については、2013年5月にはチャンネル登録者数1000人以上が条件だったが、同年8月には100人以上へと緩和され、12月には制限が撤廃された。また、2017年2月からはモバイルアプリに導入。こちらは当初、登録者数1万人以上が条件だった。同年後半には100人以上に緩和されたものの、2019年10月時点では1000人以上まで引き上げられていた。2024年11月現在は登録者数50人以上に引き下げられている。
システムとしては、通常のYouTubeにもある画質変換機能の他、コメントの代わりとしてチャットを備えている（後述のメンバーシップ限定で書き込み許可することも可能。「モデレーター」の権限を持ったユーザーがチャットメッセージの除外を行うこともできる）。チャットは、視聴者からのポップアウトを除いた上位チャットと、全ての書き込みを表示する通常のチャットの二段に分けている。このチャット欄にスーパーチャット（後述）を贈ることも可能。配信後は12時間以内の配信に関してはアーカイブとして、動画の形で残すことも可能（チャットコメントに関しては再現の可否の設定が可能）。なお、ライブストリーミング中における厳密な機能名は「チャット」とそれに入力する「メッセージ」なのだが、日本ではストリーミング配信をするユーザーもその視聴者も、まとめて画面に送る「コメント」として区別せず呼ぶことが多い 。あらかじめ配信を行うことを予告したページでは、視聴者側でリマインダー設定（配信開始の直前通知）が可能。また、最大4K 60fpsや、360度ビデオの配信が可能。
動画と同様に特定のURLを介した限定配信も可能。メンバーシップの加入者を対象とした限定ライブ配信は不可（アーカイブ化した動画には対応する）。これについては、その後ベータ版として限定的に可能になった。
ライブ情報は、検索での絞り込み、ライブ専用チャンネルで現時点でのライブ配信や今後予定しているライブ配信を一覧としてまとめている。ゲーム配信に特化した「YouTube Gaming」にも同様のサービスを受けることができる。
なお、ライブストリーミングは、ユーザーが著作権侵害やガイドライン違反をした場合（警告がされた場合）は、制限されて使用ができなくなる。

#### Super Chat（スーパーチャット）
2017年2月に追加された、ライブチャットや動画のプレミア公開でチャット欄にメッセージを目立たせることができる有料機能。YouTubeにおいて一定のチャンネル登録者数を超えていると利用できる機能の一つ。投げ銭機能であり、略称は「スパチャ」。
複数の金額段階を持つ購入制となっており、支払った金額に応じてチャットコメントを色付きで強調表示し、一定の金額以上だとチャットの上部にティッカーという形で一定時間表示される。スーパーチャットとして課金された総額の数割が配信者への収益となる。1日で利用できるスーパーチャットの金額は1日ごとに上限が設けられている。
2019年9月のインタビューでYouTubeの最高プロダクト責任者だったニール・モーハンは、スーパーチャットの収益ランキングのトップ10人の内、7人までが日本のクリエイターと答えた。2020年3月4日、新型コロナウイルス感染症流行に伴い無観客ライブを行うM.S.S Projectが、開演を前に5000万円を集めた。

#### Super Stickers（スーパーステッカー）
2019年11月に追加された、ライブチャットや動画のプレミア公開で、チャット欄にステッカー（イラストのスタンプ）を表示させる有料機能。YouTubeにおいて一定のチャンネル登録者数を超えていると利用できる機能の一つ。

### YouTube プレミア公開（YouTube Premieres）
YouTubeで映画やテレビ番組のプレミア上映のように、クリエイターと視聴者が公開した（ストリーミングではない事前制作された）動画を同時に観て楽しむようにする機能。下記のYouTube Premium（プレミアム）とは別の機能。
スケジュール設定された動画が巻き戻しや早送りが出来ない状態でライブ再生され、全員が同じタイミングで動画を観ることになる。YouTube Liveのようなチャット機能および、スーパーチャットも使用できる。一度再生されると、通常の動画として再生出来るようになる。

### コミュニティ機能
2016年9月13日、YouTubeはYouTubeチャンネルに「コミュニティ」機能を追加した。
クリエイターは、YouTubeチャンネルの「コミュニティ」タブにて、テキストや画像、動画のリンク、アンケート、GIF等を投稿することができる。また、視聴者はそれに対してコメントを付けられる。当初はiPadからは利用できなかったが、2023年6月からはiPadでも利用可能となった。
コミュニティ機能は、当初はチャンネル登録者数1000人以上が条件だったが、2021年10月からは500人以上へと緩和され、2022年11月には制限が撤廃された。

### Googleアカウントとの連携
ほとんどの動画はGoogleアカウントを持ってなくても閲覧できるが、年齢制限がかかっている動画などはGoogleアカウントを持っている場合しか見ることができない。
Googleアカウントがある場合、主に以下のサービスを利用できる。
- 動画の投稿
- プレイリストの作成
- 動画への評価やコメント
- おすすめ動画の表示
- クローズド・キャプション用のファイルの追加

### 保護者向け管理機能
2021年2月25日にGoogleが発表した機能。

### note（注釈）機能
2024年6月17日、投稿された動画への第三者による注釈を加えられる「note」機能を発表。同日、アメリカ版のモバイルアプリを対象に機能テストを開始。運営が適格と判断されたユーザーに、注釈機能の権限の招待状が送られる。

## サービス

### YouTube Premium
YouTubeのサブスクリプションサービス。初月無料。月額料金を払うことで追加のサービスを受けられる。主な例として、動画に広告が表示されなくなり、音楽のバックグラウンド再生やオフライン環境での視聴を目的とした事前ダウンロードに対応する。また、プレミアムのみ公開されるコンテンツ（YouTube Originals）も存在する。YouTube Musicに関連したサービスでもあり、加入するとこちらも同様の扱いとなる。アメリカ、韓国などで実施されている。2018年11月には、日本でも実施されている。　旧名称YouTube Music Key、YouTube Red。上記のYouTube Premieresとは別サービス。

### YouTube Music
YouTubeの音楽配信サービス。

### YouTube Kids
YouTubeの子供向け動画サービス。

### YouTube TV
70を超えるテレビネットワークのライブTV、オンデマンドビデオ、クラウドベースの9か月間保存の録画機能を提供するYouTubeの有料ストリーミングテレビサービス

## ビデオクリエイターとのパートナーシップ
2007年5月、YouTubeはGoogle AdSenseに基づくシステムであるパートナープログラム（YPP）を開始した。これにより、動画投稿者は、サイトの広告によって生み出された収益を共有できる。
YouTubeパートナーシップの用件を満たしたアカウントには
- 承認済みの Google AdSense
- マルチチャンネルネットワーク

のどちらかをリンクさせる必要がある。
本編開始前や途中、終了後に動画広告（CMなど）を流す他、ディスプレイの静止画広告も挿入することができる。かつてデスクトップ版には再生している動画の下部に表示されるオーバーレイ広告が存在したが、2023年4月6日に廃止された。
収益を受け取るには、AdSense経由の場合はAdSenseに準ずる（本人名義の銀行口座と現住所を登録する必要がある）。マルチチャンネルネットワークの場合はネットワークが定める方法で収益を受け取る（銀行振り込み、PayPalなど）。
ただし、2019年冬以降は「子供向け」コンテンツに関しては収益の対象外となる。YouTube側での自動判断で子供向けと判断される場合もあり、その都度申請が必要となる。
前述のYouTube ショートについては、サービス開始当初はYouTubeパートナーシップの対象外であったが、2023年以降はチャンネル登録者数が1000人以上および直近90日間のショート動画視聴回数が1000万回以上を満たせば、YouTubeパートナーシップへの申請が可能となる。同年10月にはチャンネル登録者数が500人以上および直近90日間のショート動画視聴回数が300万回以上に緩和された。
アドブロック（いわゆる広告をブロックする拡張機能など）を使用するとクリエイターが収益を得られないといった影響を与えることがある。2023年6月にYouTubeはアドブロックを使用しているユーザーへの取り締まりを強化し、利用規約違反としてアドブロックを無効にするかYouTube Premium（広告なしでも動画の視聴によってクリエイターの収益を支援可能なサブスクリプションサービス）に加入しない限り、アドブロッカーによる動画広告等のブロックをアンチブロックするダイアログを表示させた上で動画の再生をブロックするテストを行い、同年10月よりそれが本格的に運用されることになった。また、ポップアップダイアログを無視してアドブロックを続ければ動画を3本再生した後にプレーヤーがブロックされ、アドブロックを無効にしない限り完全に動画が視聴できなくなる3ストライク制度も導入されている。

### チャンネルメンバーシップ
制度を利用したチャンネルに対し、利用者が一定料金を毎月支払うことで該当チャンネルの「チャンネルメンバー」となる。旧名称、スポンサーシップ。設定金額は、日本国内の場合90円から6000円まで対応。
チャンネルメンバーになることで、動画およびYouTube Liveのコメント欄に表示できるバッジや独自の絵文字、その他メンバー限定のコンテンツに優先してアクセスすることができる。
また、メンバーシップ加入者が他の未加入ユーザーに一ヶ月程度加入扱いにすることができる「メンバーシップ ギフト」（twitchにおけるサブスクギフトと同系統の機能）をプレゼントすることも可能。

### 弊害
収益化を悪用し、理不尽なヘイトスピーチや人権侵害、人種差別を煽る不適切コンテンツで収益を得る投稿者が増加している。
2017年3月17日、イギリス政府は不適切なコンテンツに政府や英企業の広告が掲載される事を問題視しYouTubeから広告を引き上げを表明した。
同問題はイギリスの他にも波及し、アメリカの大手企業も広告引き上げを表明している。YouTube側が問題へ対策を行う事を約束すると発表した。
2017年4月7日対策の一環として視聴回数1万未満のチャンネルは広告が非表示となり、1万回以上となったチャンネルは審査を行い問題が無い場合のみ収益化が有効となる。理由は視聴回数が1万回未満のチャンネルのは、広告収入目当ての著作権侵害動画が多いことを上げ、遵法性の高いクリエイターが収入を得ないようにするためという。
2018年2月20日以降は収益化の審査を行う基準が変更され、チャンネル登録者1,000人以上、直近12か月の視聴時間が4,000時間(240,000分)を超えたチャンネルについて収益化の審査の対象となる。なお、基準変更以前に収益化を有効とされたチャンネルについても同じ基準が適用され、要件を満たさない場合は収益化は無効となる。

## 世論への影響
娯楽以外の活用例としてはイーホームズの藤田東吾がYouTubeを通じ構造計算書偽造問題に対する告発を行ったり、ロサンゼルス市警察の警官が無抵抗な被疑者に対し暴力を振るっている姿を捕らえた映像がYouTubeで匿名で公開されたりと告発の場となっている。
他には、カナダの警察が犯人逮捕のために、殺人事件が発生した際に映った犯人らしき人物のビデオ映像をYouTube上で流している。
政治面としてはYouTube側が「You Choose '08」を用意し、2008年アメリカ合衆国大統領選挙のために候補者と有権者が直接映像で意見交換する場を設置。登録者のひとりである大統領候補者ヒラリー・クリントンが「YouTubeを利用することで、アメリカ国民に自分の意志を動画で共有出来る」とコメントしている。
日本でも2007年12月に自由民主党、社会民主党、日本共産党が相次いで公式チャンネルを開設、政策発信や党の活動状況の情報配信を実施し若い有権者へのアピールを行っている。
2007年6月1日、ベネズエラにて反政府的としてウゴ・チャベス大統領によって閉鎖させられた民間放送局ラジオ・カラカス・テレビ（RCTV）は閉鎖に抗議する形として、YouTubeでの番組の公開を開始した。
2007年の後半にはオーストラリアのカトリック司祭であるジェフ・バロンの言動を隠し撮りした映像がアップロードされ、これがマスメディアを通して世界中に伝えられる事態となりやがては同司祭の解任にまで至った。
2010年11月4日、日本国政府によってひた隠しにされていた尖閣諸島中国漁船衝突事件の映像が当時海上保安官であった一色正春により、神戸市のネットカフェからアップロードされ、事件の状況が映像で明らかになり、日本の世論に衝撃を与えた。これは尖閣諸島中国漁船衝突映像流出事件と呼ばれ、日本では社会現象ともなった。

## 問題点とリスク
YouTubeには、悪用を減らすことを目的とした一連のコミュニティガイドラインがある。一般的に禁止されている素材には、性的に露骨なコンテンツ、動物虐待動画、ショック動画、著作権者の同意なしに無断でアップロードされたコンテンツ、ヘイトスピーチ、スパム、および略奪的な行為を含む動画などがある。YouTube は、ユーザーの違反報告に依存しており、従業員は報告された動画を見て、サイトのガイドラインに違反しているかどうかを判断する。ガイドラインの存在にもかかわらず、YouTubeはその運営の実態、つまり陰謀論や偽情報を宣伝する動画を拡散するレコメンドアルゴリズムや、人気キャラクターが登場して表向き子供をターゲットとしている暴力的または性的内容を含むコンテンツを含む動画をホストしていることや、コメント欄で小児性加害行為を誘引する未成年者の動画、収益化可能なコンテンツの種類に関するポリシーの変化など、さまざまな側面で批判を受けている。

### 陰謀論や過激な政治的コンテンツ
YouTubeは、陰謀論、偽情報、過激派の動画を目立たせるアルゴリズムを採用しているとして批判を受けている。ウォール・ストリート・ジャーナルの調査によると、ユーザーがそのようなコンテンツに興味を示していない場合でも、YouTubeのおすすめは、陰謀論、党派的な見解、誤解を招く動画を多く含むチャンネルにユーザーを誘導することがよくある。ユーザーが何か政治的なバイアスを示した場合には、YouTubeはそのようなバイアスを助長する動画を推薦する。ユーザーが政治や科学に関する用語を検索すると、YouTubeの検索アルゴリズムではデマや陰謀論が優先して表示されることがよくある。2017年ラスベガス・ストリップ銃乱射事件の際、この事件に関する偽情報や陰謀論の動画に多額の広告報酬を与えたとして物議を醸した後、YouTubeは主流メディアをより目立つようにアルゴリズムを変更した。2018年にもアンソニー・ボーディンの死に関する陰謀論動画を目立たせていると報告された。
2017年には、犯罪被害者に対するセカンドレイプ、反ユダヤ主義、ヘイトスピーチを含む過激な動画に広告が掲載されていたことが明らかになった。この報道を受けて企業がYouTube広告をボイコットし始めた後、YouTubeは謝罪し、企業が広告の掲載箇所をより細かく制御できるようになると発表した。
極右陰謀論で知られるアレックス・ジョーンズは、YouTubeで多くの視聴者を獲得していた。 YouTubeは2018年、ジョーンズの攻撃的な発言をまとめた動画を「嫌がらせといじめ」に関するポリシーに違反しているとしてMedia Mattersから削除し、批判を招いた。2018年8月6日、YouTubeはコンテンツポリシーに違反したとしてアレックス・ジョーンズのYouTubeページを削除した。
ノースカロライナ大学のゼイネップ・トゥフェクシ教授は、YouTubeを「大いなる過激化装置（The Great Radicalizer）」と呼び、「YouTubeは21世紀で最も強力な過激化手段の1つであるかもしれない」と述べた。コロンビア大学トウ・デジタル・ジャーナリズム・センターのジョナサン・オルブライトはYouTubeを「陰謀のエコシステム（conspiracy ecosystem）」と表現した。
YouTubeは2019年1月、「有害な方法でユーザーに誤解を与える可能性のあるコンテンツ」を含む動画のレコメンドを停止することを目的とした、新しいポリシーを米国で導入したと発表した。 YouTubeは例として地球平面説、偽医療、アメリカ同時多発テロ事件陰謀説などを挙げた。禁止されているヘイトスピーチの基準のボーダーラインを責める過激動画のレコメンドをやめ、その人気を追跡するというYouTube内での技術的取り組みは、視聴者のエンゲージメントを妨げる可能性があるため、当初は拒否された。
2019年1月、同サイトは「権威あるコンテンツを高め、違反寸前のコンテンツや有害な誤情報を減らす」ことを目的とした措置を導入すると発表した。同年6月、YouTubeはホロコースト否定論とネオナチのコンテンツを禁止すると発表した。YouTubeはネオナチのプロパガンダ映画「ヨーロッパ：最後の戦い」のアップロードをブロックした。
YouTubeにおける偽情報については、複数の調査研究が行われている。 Torブラウザを使用した気候変動に関するYouTube検索を対象とした2019年7月の調査では、動画の大部分は気候変動に関する科学的合意に反する見解を伝えるビデオであった。2023年5月の調査では、YouTubeが気候変動に関する誤情報を含む動画から収益を得て利益を上げていたことが判明した。2019年にBBCが10か国語でのYouTube検索を調査したところ、YouTubeのアルゴリズムが科学的根拠が欠けるがん治療法など健康に関する誤った情報を助長していたことが判明した.。ブラジルでは、YouTubeが健康に関する疑似科学を広めたり、極右過激派の言説や陰謀論の拡散に関係していると批判を受けている。フィリピンでは2022年の国内の選挙について、多数のチャンネルが誤情報を広めていた。さらに、ソーシャルメディアにおける地球平面説の普及に関する研究では、YouTubeチャンネル同士がネットワークを形成することで、信念を強固にさせるエコーチェンバーを形成していたことが示された。

### エルサゲート
2017年後半、YouTubeは、人気のキャラクターを使った暴力的、性的、その他の不適切な内容を含む動画が、数多くYouTube Kidsに掲載されて、数百万回の視聴を集めることになったとして批判を受けた。このような動画はネット上で「エルサゲート」という用語で呼ばれるようになり、その後さまざまな報道機関によって使用された。2017年11月11日、YouTubeは子供たちを不適切なコンテンツから守るための措置を強化すると発表した。同月下旬、同社は人気キャラクターを不適切に使用した動画やチャンネルの大量削除を開始した。YouTubeでの子どもの安全に対する一連の広範な懸念が広がり、削除の波は、子どもが大人の指導を受けて不適切または危険な活動に参加している様子を映したチャンネルも対象とした。最も注目に値するのは、父親と2人の娘が奇妙で動揺する状況に陥る様子を売りにしていた850万人以上の登録者を抱えるチャンネル、Toy Freaksを同社が削除したことである。SocialBladeによると、2017年11月に削除されるまで、年間最大1120万ドルの収益を得ていたという。
子供を対象としており、子供向けのコンテンツのみが含まれているように見えるコンテンツであっても、YouTubeの制度上は運営者の匿名性が認められている。この方針に対する疑念は過去にも提起されており、YouTubeは子供向けコンテンツを含むチャンネルが人気を集めた後、突然不適切な動画をアップロードするようになったチャンネルの削除を余儀なくされたことがある。YouTubeで人気のある子供向けチャンネルの一部は、特定の所有者がいないものであり、その意図と目的についての懸念が生じている。そのチャンネルの一つが、子供向けに量産型アニメ動画を多数提供する「Cocomelon」だった。2019年まで、Cocomelonは月に最大1000万ドルの広告収入を上げており、2020年以前はYouTubeで最大の子供向けチャンネルの 1 つだった。Cocomelonの利害関係は「Treasure Studio」との関係以外には不明であり、所有権自体は不明だった。ブルームバーグは、2020年2月にCocomelonに関してアメリカ人の小規模チームの所有者をインタビューすることができ、チャンネルの目的についてのコメントを受け取った。それによれば、目的は単に子供たちを楽しませるためであり、外部の投資家からの注目を避けるために身元を隠して置きたかったという。キャンペーン・フォー・ア・コマーシャルフリー・チャイルドフッドのジョシュ・ゴリンは、子供向けチャンネルを誰が運営しているのか特定するのが難しい仕組みを「説明責任が欠如している」としている。教育コンサルタントのレネー・チャーノウ＝オリアリーは、YouTube動画が教育的な意図もなく単に楽しむように設計されており、それゆえに子供が動画に夢中になりすぎることを懸念する批評家や親の心配に繋がっていると述べた。

### 子供の性的対象化と小児性加害
2017年11月には、子供が出演する多くの動画（多くの場合、未成年者自身がアップロードし、子供たちがおもちゃで遊んだり、体操をしたりするなどの無邪気なコンテンツを示している）が小児性愛者からのコメントを集めていることがメディアで報じられた。小児性加害者はプライベートのYouTubeプレイリストや、ロシア語で特定のキーワードを入力したりして動画を見つけ出す 。YouTubeにアップロードされた子供を被写体にした動画はダークウェブで拡散され、小児性加害者向けのフォーラムサイトにアップロードされた。
「エルサゲート」に対する懸念が高まったこの時期、そのような動画に対して広告を誤って配信していた大手広告主数社はYouTubeへの支出を凍結した。 2018年12月、タイムズ紙は、子供たちが性的暗黙の行動（服を脱ぐ、性的なポーズを取る、他の子供に不適切に触れるなど）をするようにコメント欄などを通じて行動を操作された100件以上のグルーミング事件を発見した。記者が問題の動画に報告を行ったところ、半分が削除され、タイムズ紙がYouTubeの広報部門に連絡した後、残りも削除された。
2019年2月、YouTuberのマット・ワトソンは、YouTubeのレコメンドアルゴリズムがユーザーをこのタイプの動画コンテンツに引き込み、すべての関連ビデオでこの種の動画のみを推薦する「ワームホール」を特定した。これらのビデオのほとんどには、小児性加害者からのコメントがあり、子供たちが危険な姿勢をとったり、わいせつな発言をしたときのタイムスタンプが付いていた。場合によっては、非公開形式で動画を再アップロードし、収益化し、ネットワークを広めた。論争を受けて、同サービスは400を超えるチャンネルと数千万件のコメントを削除し、違反したユーザーを法執行機関と全米行方不明・被搾取児童センターに報告したと報告した。広報担当者は、「未成年者を危険にさらすコンテンツ（コメントを含む）は忌まわしいものであり、YouTube ではこれを禁止する明確なポリシーを持っている。やるべきことはまだあり、改善し、虐待をより迅速に発見するために引き続き取り組んでいる」と説明した。これらの措置にもかかわらず、AT&T、ディズニー、Dr. Oetker、Epic Games、ネスレはいずれもYouTubeから広告を削除した。
その後、YouTubeはこうしたコメントを集めた動画の収益化を停止し、広告をブロックし始めた。YouTubeは、これは問題を解消するための他の方法を模索する間の一時的な措置であると説明した。YouTubeはまた、主に子供が出演しているチャンネルにフラグを立て、コメントを無効にした。「信頼できるパートナー」はコメントを再度有効にするようリクエストできるが、その場合はチャンネルがコメントを管理する責任を負う。これは行為は主に幼児の動画を対象としているが、体操など性的と解釈される可能性のある行為が含まれている場合は、年長の子供や10代の若者の動画も同様に保護される可能性がある。 YouTubeは、小児性加害者のスタイルに一致する他のチャンネルのコメントを削除するためのより良いシステムにも取り組んでいると述べた。
これに関連して、文字列「CP」（児童性的虐待コンテンツの略語）への参照を含む動画にアルゴリズムでフラグを付ける試みにより、誤検知の被害が発生した。これはPokémon Go (「戦闘力」の略称で「CP」が用いられていた）およびClub Penguinなどであった。 YouTubeは誤検知を謝罪し、影響を受けた動画を復元した。これとは別に、小児性加害者のふりをしてコメントすることで動画を削除させる嫌がらせの手法が考案された。この行為は、2019年初頭の大登録者戦争の際に問題となった。YouTubeは、この種のコメントが含まれる動画については、小児性加害者による行為を誘発する可能性があるとフラグを立てたもの以外は措置を講じないと述べた。
2019年6月、ニューヨーク・タイムズは、成人向けの動画を視聴したユーザーに、一見無害な子供の動画がおすすめされることがあることを発見した研究者の報告を引用した。その結果、ジョシュ・ホーリー上院議員は、YouTubeや他の動画共有サイトに対し、テレビで放映されたタレントの動画など「専門的に制作された」動画を除き、主に未成年者が出演する動画を「おすすめ」動画として含めることを禁止する連邦法を導入する計画を発表した。YouTubeは、子供が登場するすべての動画をメインのYouTubeサイトから削除し、レコメンドシステムをより強力に制御できるYouTube Kidsサイトに転送する計画の可能性を示唆しているほか、メインのYouTubeサイトでの自動再生システムとおすすめ機能に対する主要な変更も提案している。

### 著作権問題
他の動画共有サービスと同様に著作権法によって保護されているコンテンツ、例えばテレビ番組やプロモーションビデオ、中にはアーティストのライブを密かに録画したものなどが違法に多数アップロードされていることが問題点として指摘されている。YouTubeは利用規約で著作権侵害になるファイルのアップロードを禁止しているが、違法コンテンツは後を絶たない。

#### YouTube側の対応
2006年3月27日からアニメなどの海賊版のアップロードを制限するために、10分を超えるファイルのアップロードを原則制限しているが、利用者はファイルを10分以内に分割するようになった。2006年4月10日から15分以上の動画をアップロードしたいとの要望に応えるため、Director制度が始まった。Directorに登録すれば15分を超えるファイルのアップロードも可能になるが登録には審査があり、完全なオリジナルコンテンツを提供する人のみに限定されている。通常とは違い、他者の著作権を侵害した動画をアップロードした場合は動画を1回削除されただけでアカウントも削除されることとなっている。15分までへの延長は2010年7月29日に実施されている。
角川書店の角川デジックスはYouTube向けの動画識別技術の実証実験に参加、これによる著作権対策が有効だと判断できたとして、2008年2月より公式チャンネルを開設、角川グループとしてYouTubeのプロモーション活用を行うほか、角川グループの映像作品を使った投稿動画についても、各権利者の許諾が得られた場合、公認動画として認定マークと広告を付加、広告収入を権利者に分配を行った。
また2008年10月23日、YouTubeとJASRACとの間で音楽著作権に関する包括許諾契約を締結した。YouTubeは収入の約2%をJASRACに支払うことによって、JASRACの管理楽曲を二次利用した動画のアップロード行為は合法に当たり、JASRAC以外にもJRC及びイーライセンスとも既に契約を結んでいるとした。
しかし、動画で使用する音源が自ら演奏または製作したものであること以外、つまりCDやダウンロードした音源の2次利用及び無断利用は著作権管理会社の管轄内の音源であっても違法としている。
市販のCDやダウンロードした音源を利用する場合、著作権とは別に、著作隣接権（音源製作者やアーティストの権利）の許諾を得る必要があり、音源製作者（レコード会社等）へ直接問い合わせて許可を取る必要がある。
また、楽曲を編曲する（訳詞を付ける、替え歌にする）場合、編曲に関する許諾を得る必要があり、JASRACは編曲に関する権利を管理していない為、あらかじめ利用する楽曲の権利者（作詞者、作曲者、音楽出版社等）に連絡および許可承諾がなければ違法である。
オリジナル音源やプロモーションビデオをそのまま投稿することも違法行為である。このため、動画に問題はなくても音源に問題がある場合、音源だけが削除・ミュートされることがある他、動画・音源共に削除されないものの、一部地域で動画の視聴が不可能になる場合などがある。
著作者には著作財産権と著作者人格権が存在し、1次創作者の著作権の保護期間が経過していなければ、また法律上の期間を過ぎていなければ、1次創作者の著作物の無断利用、デジタル上でのアップロードおよび拡散は日本の著作権法と米国の著作権法上でも違法行為である。
著作物を違法にアップロードしている点に関しては複製権と公衆送信権の侵害、映画を無断で編集する行為に関しては翻案権や同一性保持権の侵害、映画の大半の内容を詳細に文字として抜き出す点に関しては翻案権の侵害などが挙げられている。
ハリウッド映画など欧米ではこれらがフェアユースによる許可が下りているという誤解がネット上では横行しているが、2016年にアメリカでスタンリー・キューブリック作品を解説したYouTuberが約1600万円の損害賠償請求による裁判が行われるなど法定争いが絶えない。

#### テレビ局の対応
2006年2月16日、アメリカのNBCが著作権の侵害として、テレビ番組『サタデー・ナイト・ライブ』の無断転載映像を削除した。大手のテレビ局からの要請による動画削除はこの件が初めてであった（その後『サタデー・ナイト・ライブ』は、公式YouTubeチャンネルを開設している）。
各テレビ局にYouTubeの動画の監視・削除要請などを行う専任監視部隊（主として編成や著作権・権利関係の業務を行う専任部署、またはスカイアンドロード社ほか番組制作会社の関連会社など）が設けられている。度々の申し入れをせざるを得ない社に対しては、専用の申し入れフォームが作成送付されている。特にTBSに至っては、「視聴者サービス部宛メッセージフォーム」にYouTube上でのTBS番組の無断アップロード（=著作権侵害行為）の件について通報すると、通報した翌日から数日中にかけ、動画ファイルがTBSによって削除されるようになっている。また、TBSはほかの動画共有サイトにある動画の削除の対応にも強化を入れている。
2006年、スペースシャワーTV、MUSIC ON! TVなども削除依頼を提出している。しかし、番組映像の二次流用が後を絶たない。
例外的にTOKYO MXの一部の番組についてはアップロードが黙認されたケースがあった。2006年放送の『BlogTV』は出演者、広告主、制作会社、TOKYO MXの4社が、YouTubeに積極的にアップロードすることの番組的価値を見出し、30分放送のプログラムを10分枠で3本に分割した上でアップロードしている。2008年4月7日放送の『東京ITニュース』においては、月曜日放送分を前週の金曜日に、テレビ放送よりも先にYouTubeで共有するという手法をとっている。また、海外のテレビ局（英国放送協会など）の対応は、比較的寛容である。
2007年1月25日から放送番組の違法流通を防止するため「放送コンテンツ適正流通推進連絡会」が発足し、2月6日にCEOのチャド・ハーリーと親会社のGoogle社の幹部が訪日し、日本の著作権団体らと会見。日本側が提示した登録者に対して、個人情報登録をさせる件については難色を示したものの、違法動画をアップロードすら出来なくなる技術を開発することと、日本語での著作権に対する警告文を表示すると約束した。

#### レコード会社の対応
まず、YouTubeは2006年9月にワーナー・ミュージック・グループとの間で、ミュージック・ビデオの取り扱いに関する契約を結んだ。さらに2006年10月9日にユニバーサルミュージック、ソニー・ミュージックエンタテインメント、CBSとの間でビデオの投稿や購入に関する提携を行った。Googleも同日にソニーBMG・ミュージックエンタテインメントとワーナー・ミュージック・グループとの間にビデオ配信に関する提携を行った。2008年5月31日にGoogle/YouTubeはEMIとの間にビデオと音楽の利用に関する提携を行い、これにより世界的な4大メジャー・レーベル全てがGoogle/YouTubeとライセンス契約を締結することとなった。またユニバーサルミュージック、ソニーBMG・ミュージックエンタテインメント、ワーナー・ミュージック・グループの3社は以前よりYouTube株を取得しており、Googleとの合併時に5000万ドルの利益を得たと報じられた。メジャーだけでなくインディーズ・レーベルとも提携している。

#### 法廷闘争
MTVやパラマウント・ピクチャーズを保有する米メディア大手バイアコムは2007年2月に10万本以上の未許可投稿動画を削除するよう要請、3月13日のYouTubeとGoogleを相手に10億ドルの著作権訴訟をニューヨーク連邦地裁に起こした。声明で「無許可の映像につけた広告を収入源とするYouTubeとGoogleの事業モデルは明らかに違法行為だ」と述べた。訴えによるとこれまでに同社の映像16万本が流れ、計15億回視聴された。
メディア会社は、対価なしで自社の番組を使用するYouTubeがケーブルテレビやテレビ放送から視聴者や広告費を奪い取ることを懸念している。バイアコムは同時にAppleのiTunes Storeで、番組を1本1.99ドルで販売するなど、合法的なデジタル配信の方法を模索している。これは、iTunesを使って、パソコン・iPad・iPhone（Video iPod）で視聴できる。
YouTubeはすべての著作権者に協力し通知を受けた場合は直ちに削除を行うとしているが、バイアコムはYouTubeがこのような方法を取ることで著作権侵害を防止するイニシアチブを取ることを避け、サイトを監視する負担とコストを著作権者に転嫁していると主張している。
バイアコムが削除要請した動画には、著作権侵害に当たらないバイアコム傘下企業番組のパロディ映像が含まれていたとして、2007年3月22日に、電子フロンティア財団はバイアコムに対し、言論の自由を侵害したとして提訴したが、バイアコムは削除要請したことは誤りだったと認め、訴状は同年4月に取り下げられた。
2016年にアメリカでスタンリー・キューブリック作品を解説したYouTuberが約1600万円の損害賠償を求められる裁判を起こされた。
2021年に発生した著作物の静止画や著作物内容を利用、また改変したファスト映画では、著作権侵害における逮捕者が発生。裁判における判決では「著作権者が正当な対価を収受する機会を失わせ、映画文化の発展を阻害しかねない」とし、同年11月16日に著作権法違反裁判で懲役刑並びに罰金刑の有罪判決の判例が出ている。また、民事による映画会社からの莫大な損害賠償請求という民事責任も課された。

#### 日本における著作権法改正案
2007年9月26日、文部科学省所轄私的録音録画小委員会は、2007年第13回会合にてYouTubeに公開されている違法コンテンツを知らずにダウンロードしただけでも違法行為とする指針が定められ、著作権法改正案のなかに入れることで合意した。これについて文化庁著作権課は「YouTubeはストリーミング再生なのでこの指針のうちには入らず違法ではない」との声明を出している。
2008年4月1日に日本音楽著作権協会（JASRAC）と楽曲の使用についての包括契約を締結し、「JASRACが管理する曲」を演奏したり歌ったりした動画を（合法的に）アップロードできるようになった。同日、EMIミュージック・ジャパンは公式チャンネルを設けている。また日本国内と海外からのアクセスを切り分けも行っている。
YouTubeは、構造的にストリーミング再生ではなくダウンロードでの再生であるために、もしこの改正案がそのまま国会で可決され施行された場合、YouTubeに勝手に公開されてしまった違法コンテンツを知らずに自分のパソコンなどで見ただけでも違法行為となるという意見がネットを中心として続出したが、ブラウザのキャッシュ機能は著作権業界における「ダウンロード」ないし「複製」には当てはまらないという指摘もある。
文化審議会著作権分科会は2007年10月16日から11月15日までパブリックコメントの制度を使い、広く意見を募集していた。これに対してインターネット先進ユーザーの会などが意見の提出を一般ユーザーに呼びかけると共に、一般ユーザーの意見提出に対する支援を実施するとしている。

#### 著作権保護ツール
2007年6月にGoogleは、YouTubeの著作権を侵害するアップロード動画を自動検出する著作権保護ツールの試用を開始した。同年10月には「Content ID」という通称で著作権保護ツールのベータ版を開始した。
著作権者は、閲覧できないよう動画をブロックするか、動画の再生に関する統計情報を追跡するか、動画に広告を掲載して動画を収益化し、場合によってはアップロードしたユーザーと収益を分配するかを選択することができる。また、閲覧できる動画に著作権で保護された楽曲が著作権保護ツールによって自動検出された場合、動画の説明欄に楽曲の情報（曲名やアーティスト名、著作権者など）が表示されることがある。
なお「Content ID」には設定次第で、見つけた動画のアカウントに対して「著作権の申し立て」通知を自動送信する機能もあり、誤って申し立てを行ってしまう可能性をYouTube側は想定している。一例として2023年5月23日にTBSテレビが運営するYouTubeチャンネル「宇内梨沙/うなポンGAMES」の制作スタッフが、ライブ配信を行った動画の設定を変更する際に「Content ID」を誤操作により「有効」にする設定を行い、配信映像と一致するシーンが発見された動画配信者に申し立てが届いたトラブルが起きた。この件で、動画に出演するTBSテレビアナウンサーの宇内梨沙や同チャンネルの制作スタッフ、TBSテレビ自体も謝罪する事態が起きている。

## アクセス規制措置
YouTubeには、各国の法律に違反するコンテンツの投稿が後を絶たない。そのため、各国政府若しくはインターネットサービスプロバイダなど、しばしば非常措置として、YouTubeへのアクセス規制を実施することがある。
2007年1月9日、ブラジルにて元サッカー選手のロナウドの元婚約者のダニエラ・シカレリが、恋人と海岸にいる姿をパパラッチに撮られ、YouTubeに公開されたことに対し、ブラジルの裁判所に訴えYouTube側は何度もその映像を削除していたもののすぐに他の誰かが公開してしまい、まだ映像が残っているとのことによりブラジルからYouTubeに接続できなくなるという措置がブラジル政府により執られた。翌日の1月10日には完全にその映像が削除され、アクセス制限は解除された。
2007年3月6日、トルコの初代大統領であるケマル・アタテュルクを誹謗する映像が掲載されたとしてイスタンブール第一刑事治安裁判所は同国内からのYouTubeへのアクセスを禁止する命令を下した。この決定を受けトルコの通信サービス最大手、トルコ・テレコムはすぐにYouTubeへのアクセスを規制した。問題の映像は削除され、3月9日にアクセス規制は解除された。
2007年4月5日、タイの暫定政府はプミポン国王（当時）を侮辱する映像が掲載されたとして、同国内からYouTubeへのアクセス規制措置を下した。映像自体は投稿者が自主的に削除したものの、YouTube側は「アメリカのジョージ・W・ブッシュ大統領をもっとひどくからかった映像が放置されている」として、削除要請を拒否した。
2010年5月20日、パキスタン政府はムハンマド・イブン＝アブドゥッラーフの風刺画が多数投稿されていることを受け、YouTubeへのアクセス遮断措置を下した。その前日にはFacebookのアクセスも遮断されていた。当初は風刺画のみの規制だったものの、次々に投稿されたことからサイト全体を規制したという。

## 収益
Alphabet Inc.は2019年財務報告書の一部として、2020年2月にYouTubeの正確な広告収入を初めて公開した。
Alphabetの報告によると、YouTubeの広告収入は2017年が81億ドル、2018年が111億ドル、2019年が151億ドル、2020年が197億ドルだった。YouTubeの利益については未だ非公開である。
2019年第4四半期の時点でYouTube PremiumとYouTube Musicのサブスクリプションを合わせた加入者は約8,000万人、YouTube TVの加入者は200万人いる。
なお、一定に人数にチャンネル登録されるとバナーが贈られることがある。